# Дингад
Дингад (V век) — валлийский святой, строитель храмов. День памяти — 1 ноября.
Св. Дингад (англ. Dingad), сын святого короля Брихана из Брихейниога, что в юго-западном Уэльсе, упоминается во всех ранних «Брихановых документах».
Он считается покровителем Свято-Лландингатского храма (Llandingat) в Лландовери (Llandovery), Кармартеншир (Carmarthenshire), и в Динхстоу  (Dingestow), Монмутшир (Monmouthshire). Однако иногда считатют, что последнее из этих двух сёл названо в честь Дингада ап Нид Хайля (Dingad ap Nudd Hael), т. н. короля Бринбуги (King of Brynbuga), нынче Уск (Usk) в Монмутшире.